# Башмаков, Евгений Фёдорович
Евге́ний Фёдорович Башмако́в (28 апреля 1932, п. Рузаевка, Мордовская АО, Средневолжский край, РСФСР, СССР — 5 декабря 2006, Москва, Россия) — советский государственный и партийный деятель.

## Биография
Родился 28 апреля 1932 в посёлке Рузаевка Мордовской автономной области Средневолжского края РСФСР (ныне город в составе Республики Мордовия).
В 1954 окончил Пензенский индустриальный институт по специальности «инженер-строитель».
С 1955 по 1959 — мастер, прораб, старший прораб управления «Тэцстрой» треста «Казметаллургстрой» в городе Темиртау Казахской ССР.
С 1959 по 1962 — старший прораб, главный инженер строительного управления треста «Химмашстрой» Мордовской АССР.
Член КПСС с 1960 года.
С 1962 по 1968 — главный инженер строительного управления «Коксохимстрой»; начальник строительного управления «Аглострой»; секретарь партийного комитета, заместитель управляющего треста «Казметаллургстрой», главный инженер треста «Прибалхашстрой».
С 1968 по 1972 — заведующий отделом строительства Карагандинского областного комитета КП Казахстана.
С 1972 по 1975 — секретарь Тургайского областного комитета КП Казахстана.
С марта 1975 — по март 1980 — заместитель председателя Совета министров Казахской ССР.
25 марта 1980 года XIII пленумом ЦК КП Казахстана был избран секретарём ЦК КП Казахстана. Курировал промышленность и транспорт Казахской ССР. Освобождён от обязанностей секретаря VIII пленумом 14 марта 1987 года.
С 1987 года занимал должность первого заместителя председателя Совета Министров Казахской ССР.
Член Бюро ЦК КП Казахстана.
С 6 октября 1989 года по 19 мая 1990 года возглавлял Карагандинский областной комитет КП Казахстана. На выборах 1990 года главы областной партийной организации не вышел в финальный раунд.
Народный депутат СССР от Уральского национально-территориального избирательного округа № 154 Казахской ССР.
Умер 5 декабря 2006 года в Москве. Похоронен на Троекуровском кладбище (участок 7).